# Українська Національна Єдність у Франції
Українська Національна Єдність у Франції (УНЄ) — громадсько-суспільна і культурно-освітня організація, заснована 1949 р. в Парижі прихильниками середовища ОУН (А. Мельника) як продовження передвоєнного Українського Народного Союзу. 
Входила до складу світової федерації Ідеологічно-Спорідпених Націоналістичних Організацій, співпрацює з Українським Центральним Громадським Комітетом у Франції. Головна Управа УНЄ в Парижі координувала діяльність 12 філій (у 1950-ях pp. — 22) по головних українських скупченнях у Франції. УНЄ організує щорічні курси українознавства для молоді (її філії провадять місцеві курси), спільно з тижневиком «Українське Слово» видає самоосвітні брошури і календарі-альманахи; при УНЄ діє молодіжна і відпочинкова оселя «Чорногора» в департаменті Ардеш. 
УНЄ спричинилася до заснування Організації української молоді у Франції. Гол. УНЄ: Ярослав Мусянович (1949–1960), В. Лазовінський (1961–1967), В. Малинович (1968–1970), Л. Гузар (1970–1971), Ю. Коваленко (1972–1976), В. Михальчук (1976–1978), Аркадій Жуковський (з 1978).